# Szalay Miklós (mérnök)
Szalay Miklós (Budapest, 1924. február 25. – Budapest, 1978. június 12.) mérnök, egyetemi adjunktus, a műszaki tudományok kandidátusa.

## Életpályája
1942-ben érettségizett a pécsi Zrínyi Miklós Honvéd Főreáliskolában kitűnő eredménnyel. 1942-től a Magyar királyi József Nádor Műszaki és Gazdaságtudományi Egyetem hallgatója volt, ahol a mérnöki képzés mellett három évig közgazdaságtani tárgyakat is hallgatott. Mérnöki oklevelét 1946. novemberében szerezte meg az akkor már Budapesti Építőipari és Közlekedési Műszaki Egyetemen. 1946–1948 között a Pázmány Péter Tudományegyetem bölcsész karán tanult.
1947-től a Borsod-Heves-Tiszai Ármentesítő Társulat mérnökévé nevezték ki, ahol árvízvédelmi töltések, belvízrendszerek tervezésével, az előbbiek és szivattyútelepek építésének vezetésével foglalkozott. A vízi társulatok államosítása kapcsán 1948. szeptemberétől a Miskolci Vízgazdálkodási Körzet állományába került, ahol korábbi feladatai mellett folyó és patakszabályozási, valamint öntözési munkák irányításával is megbízták.
A közlekedés- és postaügyi miniszter rendeletével 1951. február 1-jétől a Földalatti Vasút Beruházási Vállalathoz helyezték át, ahol építési ellenőrként, majd a talajmechanikai laboratórium vezetőjeként működött. E minőségében a földalatti vasút akkor induló építkezésének talajmechanikai-mérnökgeológiai előkészítésével, a vegyi és fagyasztásos talajszilárdítás kérdéseivel és a kőzetnyomás mérésének problémájával foglalkozott. Első dolgozatát 1948-ban publikálta geodéziai témában. Ezt követően árvízvédelmi betonfalakkal, geofizikai talajkutatással, elektroozmózissal, talajszilárdítással, rétegazonosítással kapcsolatos tanulmányokat jelentetett meg. 1952-ben kidolgozta az árvízvédelmi töltések nem-permanens átázási folyamatának egyik elméletét, amelyért a Magyar Tudományos Akadémia két ízben is pénzjutalomban és ösztöndíjban részesítette, eredményeit pedig román és német szakkönyvek is átvették. 1953-ban a közlekedési és postaügyi miniszter Földalatti Vasút Emlékéremmel ismerte el munkáját.

### Tevékenysége
Negyedszázados oktatói pályája 1953. szeptember 1-jével kezdődött, amikor dr. Németh Endre professzor kezdeményezésére miniszteri rendelettel az Építőipari és Közlekedési Műszaki Egyetem I. Vízépítési Tanszékére került tanársegédnek. 1954-től haláláig elismerten professzori szintű szakmai tevékenysége dacára, politikai okokból mellőzötten, adjunktusi besorolásban végezte munkáját. 1953–1962 között előadásokat tartott és gyakorlatokat vezetett a nappali, esti és levelező tagozaton a következő tárgyakból: vízellátás és csatornázás, hidromechanika, mérnöki biológia, mezőgazdasági vízgazdálkodás, hidrometria.
1954-ben jelent meg társszerzővel első könyve Árvízvédelmi kézikönyv címmel, amely nagyrészt a saját munkája volt. Ebben az időszakban publikált kutatási témái: rétegzett talajok rétegenkénti áteresztőképességének helyszíni meghatározása, lemezes ülepítő medencék hidraulikája, a nyílt hidrociklon működésének elmélete, laboratóriumi vízsebességmérés gömbökkel, a vízsugarak ballisztikája, a folyók felszínesésének meghatározása vízhozamadatokból.
1962-ben pályázat útján 5 évre meghívást kapott a University of Khartoum műszaki karának (Faculty of Engineering and Architecture) tanszékvezető docensi állására, ahol angol nyelven oktatta a hidrológia, hidraulika és vízépítés valamennyi tárgyát és vezette a hidraulikai laboratóriumot. Ez idő alatt 500 oldalas disszertációjában statisztikailag feldolgozta Szudán felszíni vizeinek adatait, vízmérlegét, valamint eljárást dolgozott ki a Nílus és mellékfolyói éves vízhozam-előrejelzésére is, hozzájárulva ezzel a vízszegény ország problémáinak megoldásához. A khartoumi egyetemen ezzel Master of Engineering Science fokozatot nyert 1967 februárjában.
Hazatérése után 1967-ben a Budapesti Műszaki Egyetem Vízépítési Tanszékén ismét adjunktusként folytatta oktatói és kutatói tevékenységét. Ebben az évben jelent meg úttörő munkája Biológia a mérnöki gyakorlatban címmel, amely a problémakör átfogó tárgyalásával a hazai vízi környezetvédelem első összefoglaló szakkönyve.
Az egyetemen 1978-ban bekövetkezett haláláig oktatta a hidraulika, hidromechanika, vízépítéstan, vízfolyások rendezése, vízépítési műtárgyak, vízellátás-csatornázás tárgyakat a nappali, esti és levelező tagozatos hallgatók számára. 1971-ben elkészítette a vízépítőmérnöki oktatás hazai történetében első hidromechanikai példatárat, amely 1977-ben bővített kiadásban újra megjelent.
Rendszeres előadója volt a BME Továbbképző Intézete által rendezett tanfolyamoknak, és részt vett a szakmérnökök képzésében. 1975–1977 között folyami vízépítési szakmérnöki tanfolyamot szervezett, ennek vezető tanára, és mind a négy félévében előadója is volt a szivárgás hidraulika, tározók méretezése, új vízépítési anyagok és technológiák, csatornák és töltések karbantartása témakörében, továbbá vízépítési szemináriumot tartott.
1968-tól a kétévente, majd évente megrendezett UNESCO Nemzetközi Hidrológus Továbbképző Tanfolyam, az International Postgraduate Course in Hydrology rendszeres előadója volt, amelynek célja a fejlődő országok szakembereinek továbbképzése. Tagja volt a tanfolyam négytagú tanterv-bizottságának is.
Az ENSZ Fejlesztési Programjának (UNDP) szakértőjeként 1976-ban négy USA-beli szakember mellett egyetlen európaiként előadás-sorozatot tartott a Poonában (India) rendezett nemzetközi hidrometeorológiai és oceanográfiai mérnöktovábbképző tanfolyamon.
1974-ben megvédte Áramlástani peremérték-feladatok numerikus megoldása című kandidátusi értekezését, amellyel az MTA műszaki tudományok kandidátusa fokozatot nyerte el.
Az MTA-OVH vegyesbizottság keretében megalakított felsőoktatási munkabizottság tagjaként kidolgozta a vízépítő-mérnöki és üzemmérnöki továbbképzés új irányelveit. Ezért az Országos Vízügyi Hivatal elnöke 1977-ben elnöki jutalomban részesítette. Egyetemi pályafutásával párhuzamosan rendszeresen foglalkoztatta mérnöki szakmájának gyakorlati oldala is. Így például 1954-ben a Dunavölgyi Timföldipari Tervező Vállalat (az ALUTERV elődje) megbízásából megtervezte a Zalaegerszegi Aszfaltgyár ipari vízellátását. 1970–1971 között az Általános Épülettervező Vállalat tervellenőreként a vízellátási, csatornázási, szennyvízkezelési tervek felülvizsgálatát végezte.

#### Legfontosabb tervezési munkái
- Vác város és környéke ivó- és ipari vízellátásának tanulmányterve
- A Váci Híradástechnikai Gyár vízellátása és csatornázása
- A Lábatlani Épületelemgyár ivó- és ipari vízellátása, csatornázása
- A Gamma Finommechanikai Művek galvanizáló üzemének szennyvíz-semlegesítése
- A Metallokémia gyár ipari szennyvízhálózatának felmérése és rekonstrukciója
- A leninvárosi 2000 MW-es hőerőmű hűtővízellátása
- Szigetszentmárton község ivóvízellátásának tanulmányterve
- A Kartúmi Egyetem shambati lakótelepének csatornahálózata
- Az Egyesült Gyógyszer- és Tápszergyár csopaki vízi telepének vízellátása és szennyvízkezelés, épületgépészete
- Számos budapesti közcsatorna terve
- Szentendre város ármentesítése
- A Tahitótfalu-Pócsmegyer közti árvízvédelmi töltés erősítési terve
- A jászsági és a nagykunsági öntöző főcsatornák vízszintszabályozó nagyműtárgyainak tanulmányterve
- Szamos-Túr közti árvédelmi zárógát tanulmányterve
- A Vasonca-patak mértékadó vízhozamának meghatározása
- A Nagyberek vízfolyásai mértékadó vízhozamainak meghatározása.

Az Építésügyi Minisztérium és az Országos Szabványügyi Hivatal által a közepes alföldi városok szennyvíztisztításának típustervére 1961-ben kiírt pályázaton dr. Balogh János agronómus és Hajdú László öntözési szakmérnök társszerzőkkel közösen elkészített pályamunkáját kiemelt megvétellel díjazták.

#### A kutatás területén elért eredményei
A mérnöki pályafutása során szakmájának szinte minden területén mutatott fel eredményeket. Ezek közül a legjelentősebbek az alábbiak:
Az áramlástan és hidraulika mindig a legkedvesebb kutatási területe volt. A Földalatti Vasút Vállalatnál dolgozott, amikor 1951–1952 között kidolgozta az árvízvédelmi töltésekben változó vízállás hatására lejátszódó nem-permanens szivárgás egy elméletét. Elért eredményeiért a Magyar Tudományos Akadémia két éven át havi ösztöndíjjal, majd külön jutalommal honorálta. Ezen elméletét számos külföldi kutató átvette és szakkönyveiben részletesen tárgyalta. A szivárgás hidraulika egyéb kérdései is foglalkoztatták, így publikációi jelentek meg a talaj áteresztőképességének helyszíni meghatározásáról, a földalatti vasút alagútjaiba történő vízbeszivárgás áramlástani megközelítésétől, anizotróp közegben történő szivárgás numerikus számításáról, a szennyező anyagoknak a talajvízben történő terjedéséről, szádfalak alatti áramlások két típusáról.
További áramlástani területként foglalkozott a Navier-Stokes egyenlet analóg és digitális számítógépes megoldásaival, a természetes és mesterséges vízfolyásokban fellépő turbulens sebességeloszlás meghatározási kérdéseivel. Kandidátusi értekezése (Áramlástani peremérték-feladatok numerikus megoldása) is részben e témakörrel foglalkozott.
A gömb alakú testek közegellenállása több áramlástani feladathoz szolgáltat alapanyagot: kutatásokat végzett a gömbökkel történő áramlási sebességmérés, az esőztető öntözés cseppjeinek ballisztikája, valamint a testek ülepedési, illetve buborékok felszállási sebességének meghatározása terén.
Többéves kutatást folytatott a töltésszakadás nyomán a területre kiömlő árvíz nem-permanens módon történő szétterjedésének modellezésére – e témán utolsó idejében is intenzíven dolgozott.
Kidolgozta a részben felhúzott zsiliptáblákra ható dinamikus nyomás addigiaknál szabatosabb számítási módszerét. Eljárást dolgozott ki a városi csatornák hidraulikai méretezésének egyszerűsítésére.
Foglalkozott a hő- és anyagtranszport kérdéseivel. A Budapesti Műszaki Egyetem Továbbképző Intézetének 1978. évi tavaszi ciklusában 10 órás tanfolyamot tartott a folyók és tavak hőszennyezésének áramlástani vonatkozásairól. A folyók hordalékszállítása, mint kétfázisú áramlás, valamint az ipari szennyvizek ülepítési folyamatai (mint fázisok szétválasztása) számos kutatómunkája tárgyát jelentették. Halála évében olyan számítógépes számítási modellen dolgozott, amely a folyók változó vízhozamától függő, változó hordalékszállítás leírására alkalmas.
Az áramlástannal közelebbi kapcsolatban nem álló egyéb kutatási területei közül említésre méltóak a mérnöki geofizika, az elektroozmotikus víztelenítési folyamatok, az árvízvédelem különböző vonatkozásai, valamint a biotechnika, mint a környezetvédelem egyik ága. (Ez utóbbi könyvének témája is.)
Külön említendő a felszíni vizek hidrológiája, amely tárgykörben Master of Science fokozatot szerzett Szudánban. Ezeken kívül még felemlíthető néhány kisebb-nagyobb témakör, amelyekre publikációinak jegyzéke utalt.

#### Szakmai munkája hazai és nemzetközi szervezetekben
Jelentős tevékenységet fejtett ki a tudományos egyesületekben, intézményekben is. Magyar Hidrológiai Társaság tagja volt 1949-től. A Társaság Hidraulikai Szakosztályának elnökévé választották első ízben 1974-ben, majd 1977-ben. Titkára volt a Társaság Nemzetközi Kapcsolatok Bizottságának, a Társaság Elnökségének és a Hidrológiai Közlöny szerkesztő bizottságának. Tudományos és egyesületi munkájának elismeréseképpen 1977-ben a Társaság Bogdánfy Ödön-emlékéremmel tüntette ki. A Társaságtól 1979-ben posztumusz Vitális Sándor pályadíjban részesült.
Munkatársa volt az Applied Mechanics Reviews nemzetközi annotáló-referáló folyóiratnak.
Energiagazdálkodási Tudományos Egyesületben ellátta a Magyar Hidrológiai Társaság összekötőjének tisztét, tagja volt a Vízienergia Munkabizottság vezetőségének és előadásokkal is részt vett az egyesületi munkában.
International Association for Hydraulic Research tagja volt 1963-tól. 1977-ben 4 évi időtartamra a Fluvial Hydraulics Committee (Folyami Hidraulikai Bizottság) tagjává választotta. A bizottság elsősorban a hordalékmozgás elméleti kérdéseivel foglalkozott. Az IAHR kétévenként megtartott kongresszusain számos alkalommal vett – személyesen vagy dolgozattal – részt. Utoljára 1977-ben a baden-badeni kongresszus egyik szemináriumát (Talajvízáramlás és talajvédelem) szervezte meg és vezette le. Tagja volt az IAHR magyar nemzeti bizottságának.
Gesellschaft für Angewandte Mathematik und Mechanik tagja volt 1965-től.
Tagja volt az EUROMECH európai mechanikai kollokviumok szervező bizottságának. 1972-ben részt vett a Navire-Stokes egyenletekkel kapcsolatos kollokviumon, annak egyik ülésszakát vezette s ezt követően 3 éven át az EUROMECH magyarországi levelezőjének tisztét töltötte be.
A Magyar Tudományos Akadémia Vízgazdálkodás-tudományi Bizottsága Hidrológiai és Hidraulikai Albizottságának tagja volt 1973-tól haláláig.
Külföldi egyetemek – TU Wien, TU Karlsruhe, Ecole Nationale Supérieure do Génie Rural (Párizs) –, valamint külföldi intézmények – Lengyel Tudományos Akadémia, Central Water and Power Research Station (Poona, India) – meghívására, valamint külföldi kongresszusokon konferenciákon 17 ízben tartott előadásokat angol, német és francia nyelveken.

#### Nyelvtudásának hasznosítása
Kiváló nyelvtudása jól ismert volt szakmai körökben. Előadási szinten beszélte a német, angol és francia nyelvet, de olasz nyelvismerete is kiváló. Olvasott spanyolul és oroszul, latinból külön érettségire vállalkozott. Hazai és külföldi nemzetközi konferenciákon számos alkalommal vállalt alkalmi szinkrontolmácsi szerepet. Az 1977. évi baden-badeni IAHR kongresszus egyik szemináriumának vezetőjeként a szakmai vitát fordította az angol, francia és német nyelvek között. Bár nem szívesen foglalkozott fordítással a tudományos munkák rovására, sokszor nem térhetett ki az elől, hogy elvállalja kongresszusi anyagok, nemzetközi szervezetek részére készülő jelentések stb. fordítását, idegen – rendszerint angol – nyelvre. Kézdi Árpád professzor egyik könyvét is felerészben ő fordította az Akadémiai Kiadó részére.
Nyelvismerete folytán bőségesen kivette a részét a lexikográfiai munkákból is. Szerkesztőségi munkatársa volt az Akadémiai Kiadó gondozásában megjelent Rázsó-féle angol–magyar és magyar–angol műszaki szótárnak, a Katona Lóránt szerkesztette Magyar-német és német–magyar műszaki szótárnak, a magyar–német és német–magyar mezőgazdasági szótárnak, a Nagy-Klár-féle magyar–német és német–magyar műszaki szótár átdolgozásának, a Vízkészlet-gazdálkodási Értelmező Szótárnak és az ICID (International Commission on Irrigation and Drainage) 14 000 címszavas értelmező szótára magyar változatának.

## Tudományos publikációi

### Könyvek és jegyzetek
1. Szalay Miklós–Tápai Lajos: Árvízvédelmi Kézikönyv. Bp., Közlekedési Kiadó, Budapest, 1954. 331 p. (nagy részben saját munkája);
2. Dobos Alajos–Szalay Miklós: Ivóvízellátás. (Dr. Németh Endre jegyzetének átdolgozása.) Bp., 1955.;
3. Kuncze István–Szalay Miklós: Csatornázás és szennyvíztisztítás. (Dr. Németh Endre jegyzetének átdolgozása.) Bp., 1955.;
4. Szalay Miklós: Biológia a mérnöki gyakorlatban. Bp., Műszaki Könyvkiadó, 1967. 540 p.;
5. Szalay Miklós: Hidromechanika példatár. Bp., Tankönyvkiadó, 1971. 75 p. (J-9-912);
6. Szalay, Miklós: Hydrometeorology and Water Balance. Bp., VITUKI, Bp. 1972. 69 p.;
7. Szalay Miklós: Hidrometeorológia és vízmérleg. Bp., VITUKI, 1972, 68 p.;
8. Szalay Miklós: Vízépítési biotechnika – Gyepburkolatok. Bp., OVH. 1973. 53 p. (OVH Műszaki Irányelvek, 162 T.);
9. Szalay Miklós: Vízépítési biotechnika – Hullámtörő mocsári növényzet. Bp., OVH. 1974. 50 p. (OVH Műszaki Irányelvek, 164 T.);
10. Szalay Miklós: Geofizikai módszerek alkalmazása a kőzetmechanikai kutatásokban. Bp., Felsőoktatási Jegyzetellátó V., 1974. 66 p. (Mérnöki Továbbképző Intézet 2092. sz.);
11. Szalay, Miklós: Lecture notes of the International Course on Acquisition and Transmission of Hydrometeorological and Oceanographic Data. Poona (India), 1976. UNDP kiadás. 65 p.;
12. Bakonyi Péter–Szalay Miklós: Hidromechanika példatár. Bp., Tankönyvkiadó, 1977. 91 p. (J 9-1101);
13. Némethy László–Szalay Miklós: Síkvidéki tározók tervezése és üzeme. Bp., Tankönyvkiadó, 1977. (Szakmérnöki jegyzet.);
14. Dr. Szalay Miklós: Újszerű anyagok és technológiák a vízépítésben. Bp., Tankönyvkiadó, 1978. (Szakmérnöki jegyzet);
15. Dr. Kozák Miklós–Dr. Hamvas Ferenc–Dr. Sárosi Lajos–Dr. Szalay Miklós: Vízépítési szerkezetek. Bp., Tankönyvkiadó, 1978.;
16. Dr. Szalay Miklós: Csatornák és töltések gépesített karbantartása. Bp., Tankönyvkiadó, 1978. (Szakmérnöki jegyzet);

### Tanulmányok
1. Trapezoid alakú idomoknak legyezőszerűen való numerikus felosztása. Geodéziai Közlöny, Bp. 1948. (4 p.);
2. Vasbetonfalak az ármentesítésben. Vízügyi Közlemények, 1951/II. (12 p.);
3. Az elektroozmózis elmélete és alkalmazása a mélyépítésben. Mélyépítéstudományi Szemle, 1952/1. (6 p.)
4. Elektromos ellenállásméréses altalaj- és vízkutatás mérnöki mélyépítési gyakorlatban. Mélyépítéstudományi Szemle, 1952/8. (9 p.);
5. Az elektroozmózis alkalmazásának szovjet eredményei. Mélyépítéstudományi Szemle, 1952/9. (4 p.);
6. Az árvízvédelmi töltések méreteinek ellenőrzése, különös tekintettel azok átázására. Hidrológiai Közlöny, 1953/3-4. (15 p.);
7. Beszámoló a Közlekedés- és Mélyépítéstudományi Egyesület Talajszilárdítási Munkabizottságának működéséről. Mélyépítéstudományi Szemle, 1953/4. (4 p.);
8. Fehérvári Miklós–Szalay Miklós: Mérőszám alkalmazása a rétegazonosításban. Földtani Közlöny, 1953/4-6. (5 p.);
9. Talajvízszin feletti talajrétegek vízáteresztőképességének helyszíni meghatározása. Hidrológiai Közlöny, 1954/11–12. (4 p.);
10. Lemezes ülepítőmedencék hidraulikai kérdései és kismintavizsgálata. Hidrológiai Közlöny, 1956/2. (7 p.);
11. Discussion of Canal Seepage. Proceedings of the American Society of Civil Engineers, Vol. 52. Journal of the Irrigation and Drainage Division, IR 1. (2 p.);
12. A mérnöki alkotások és az élő természet. Mélyépítéstudományi Szemle, 1958/8-9. (2 p.);
13. A növénytársulástan, mint a hidrológiai kutatás segédeszköze. Hidrológiai Közlöny, 1959/3. (10 p.);
14. Úszó szivattyútelepek csőidomai veszteségtényezőinek laboratóriumi vizsgálata. Időszerű Öntözési Kutatások, VITUKI, 1961.;
15. Laboratóriumi vízsebességmérés gömbökkel. Hidrológiai Közlöny, 1960/1. (4 p.);
16. Áramló folyadékok sebességének és hozamának mérése ultrahanggal. Hidrológiai Közlöny, 1960/2. (1 p.);
17. Détermination rapide de la courbe limitant le mouillage des digues de défense. Mesure da la perméabilité in situ. Tèmes Journées de l’Hydraulique, Nancy, 1960. (6 p.);
18. Szádfal hatása a permanens talajvízáramlásra. I. Hidraulikai Konferencia, Bp., 1960. 4/12. (6 p.);
19. Beszámoló a nancyi hidraulikai kongresszusról. Hidrológiai Közlöny, 1960/6. (1 p.);
20. Vízerőművek tervezésének halgazdasági szempontjai. Hidrológiai Közlöny, 1961/2. (9 p.)
21. Bestimmung des Spiegelgefälles aus Pegelablesungen. Beiträge zur Konferenz für Wassrevorhersage. Budapest, 1961. (2 p.);
22. Effects of incomplete sheet pillings and impermeable aprons on filtration flow under pressure. IXth Convention of the IAHR, Dubrovnik, 1960. (4 p.);
23. Ipari szennyvizek tisztítása nyitott hidrociklonnal. Magyar Építőipar, 1962/3. (3 p.);
24. Théorie balistico-statistique des asperseurs d’irrigation. Septièmes Journées de l’Hydraulique, V.b-2. Paris, 1962. (4 p.);
25. Esőztető szórófejek vízsugár-ballisztikája. Hidrológiai Közlöny, 1963/4. (5 p.);
26. Szudán vízgazdálkodása. Vízügyi Közlemények, 1963/4. (12 p.);
27. Determinazione diretta della velocità di discesa (o do salita) di corpi sferici. IX. Convegno di Idraulica e Costruzioni Idrauliche, Trieste, 1965. I/9. (3 p.);
28. Metodo per aumentare la precisione nella determinazione di portaíte giornalieri dei fiumi. X. Convegno di Idraulica e Costruzioni Idrauliche, Cagliari, 1967. (3 p.);
29. A mérnökképzés tapasztalatai Szudánban. Felsőoktatási Szemle, 1969/1, 2. sz. (11 p.);
30. A lamináris folyadékmozgás sebességeloszlásának relaxációs számítási módszerei. Hidrológiai Közlöny, 1969/3. (9 p.);
31. A léghőmérséklet és a talajvízállás közti összefüggés matematikai elemzése. Hidrológiai Közlöny, 1971/4. (2 p.);
32. An electric analogue to calculate velocity distribution of uniform laminar flow. Periodica Polytechnica – Civil Engineering, No. 3. Budapest, 1970. (14 p.);
33. Elektrische Analogieanlage sur Lösung der Navier-Stokes’schen Gleichung. GAMM Wissenschaftliche Jahrestagung, Mannheim, 1971 Vortragskurzfassungen. (1 p.);
34. Some special features of boundary value problems in seepage flow. IAHR XVth Congress, Istambul, 1973. Paper C-1. (8 p.);
35. Erózió és hordalékszállítás a Zala medencéjében. Hidrológiai Közlöny, 1975/2. (8 p.);
36. Számítástechnikai alkalmazások az árvízvédelem területi feladatiban. "Korszerű eszközök és módszerek a területi vízgazdálkodásban" c. ankét, Keszthely, 1974. 1 sz. (15 p.);
37. A földalatti vasút alagútjaiba történő vízbeszivárgás áramlástani megközelítése. Építés-Építészettudomány, 1975/1-2. (8 p.);
38. Nomogramme zur vereinfachten hydraulischen Bemessung von Abwasserkanälen. GWF Wasser/Abwasser, 1975/9. (3 p.);
39. An Improved Estimation of Surface Water Resources. Proceedings of the 2nd World Congress of the International Water Resources Association, New Delhi, 1975. Vol.5. (6 p.)
40. A finite difference scheme for solving the Laplace equation of filtration in an anisotropic medium. IAHR XVIth Congress, Sao Paulo, 1975. Vol.5. Seminar communications, 3-11. (4 p.);
41. Flood storage in medium-size river basins of the lowlands. IAHR XVIth Congress, Sao Paulo, 1975. Paper D 26, Vol.4. (7 p.);
42. Kis ártéri öblözetek elöntésének szimulációja. Hidrológiai Közlöny, 1976/7. (7 p.);
43. A Balaton vízgyűjtőterülete – Összefoglaló előadás. A Magyar Hidrológiai Társaság Balatoni Ankétja, Keszthely, 1976. 1/1. (18 p.);
44. A simplified model of turbulent velocity distribution in trapezoidal channels. CWPRS Diamond Jubilee Symposium, Poona, 1976. Vol.1. Paper B 14. (8 p.);
45. Erózióvédelem és földműfenntartás – Összefoglaló előadás. Környezetvédelem és vízgazdálkodás c. vándorgyűlés, Sopron, 1976. 3/1 (12 p.);
46. Kritische Betrachtungen zur Berechneten Wahrscheinlichkeit extremer Abflüsse. Umweltschutz im Bereich des Wasserbaus, Erich Schmidt Verlag, Bielefeld, 1976. (15 p.);
47. Calculation methods of dynamic pressure acting upon sluice gates. Periodica Polytechnica – Civil Engineering, 1977/2-3 sz.;
48. Introductory remarks to groundwater pollution and its control. IAHR XVIIth Congress, Baden-Baden, 1977. Vol.6. Seminar 4. (6 p.);
49. Classification of requirements in reservoir design. IWRA 3rd World Congress, Sao Paulo, 1978.

### Értekezések
1. Systematical Hydrology of Surface Waters in the Sudan. Vol. I. Basic Data. Vol. II. Possibilities of forecasting discharges in the River Nile and its Tributaries. M. Sc. Thesis, University of Khartoum, 1966. 432+121 p.;
2. Áramlástani peremértékfeladatok numerikus megoldása. Kandidátusi disszertáció, Budapest, 1971.